# Am Kreuz 5

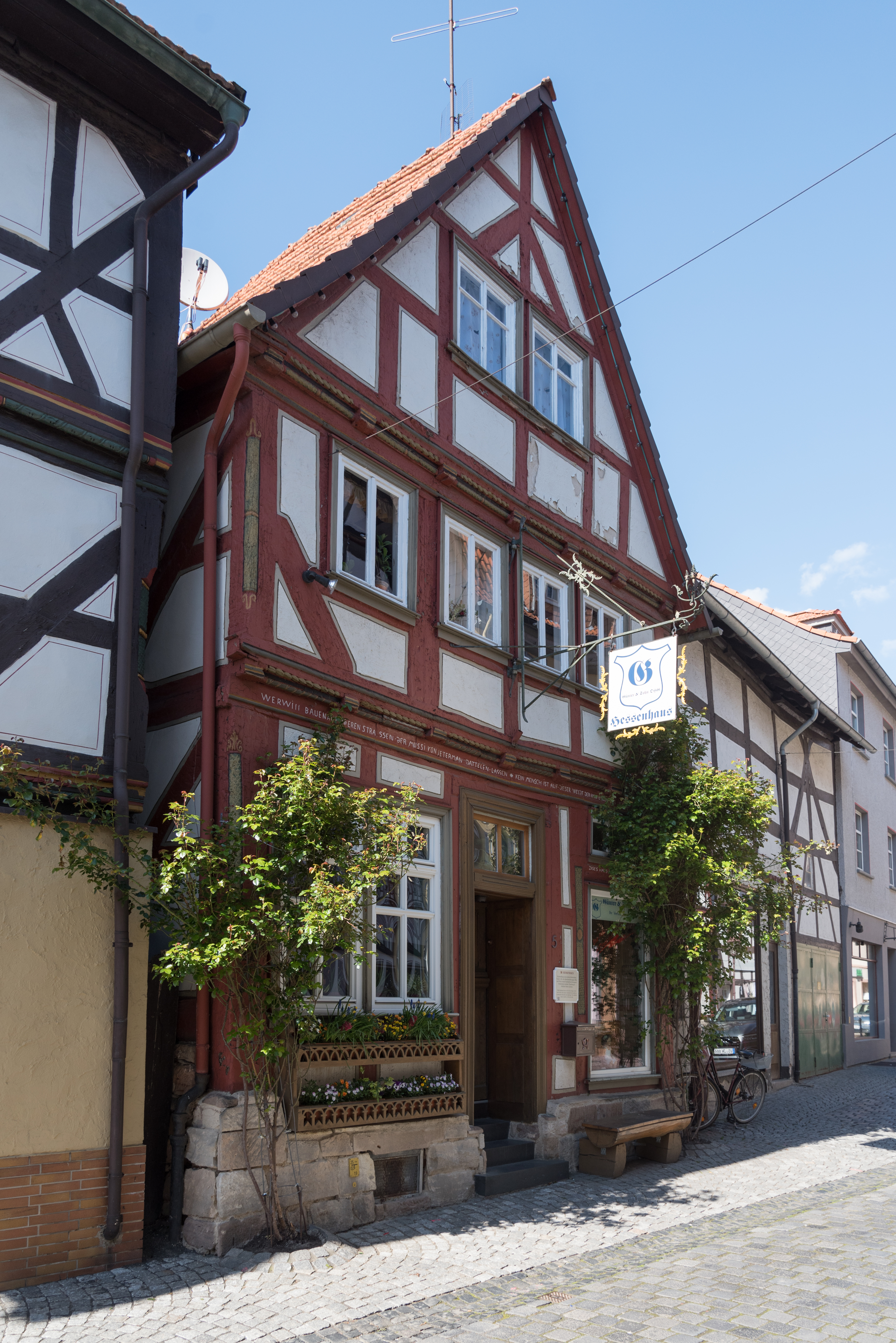
Haus Am Kreuz 5

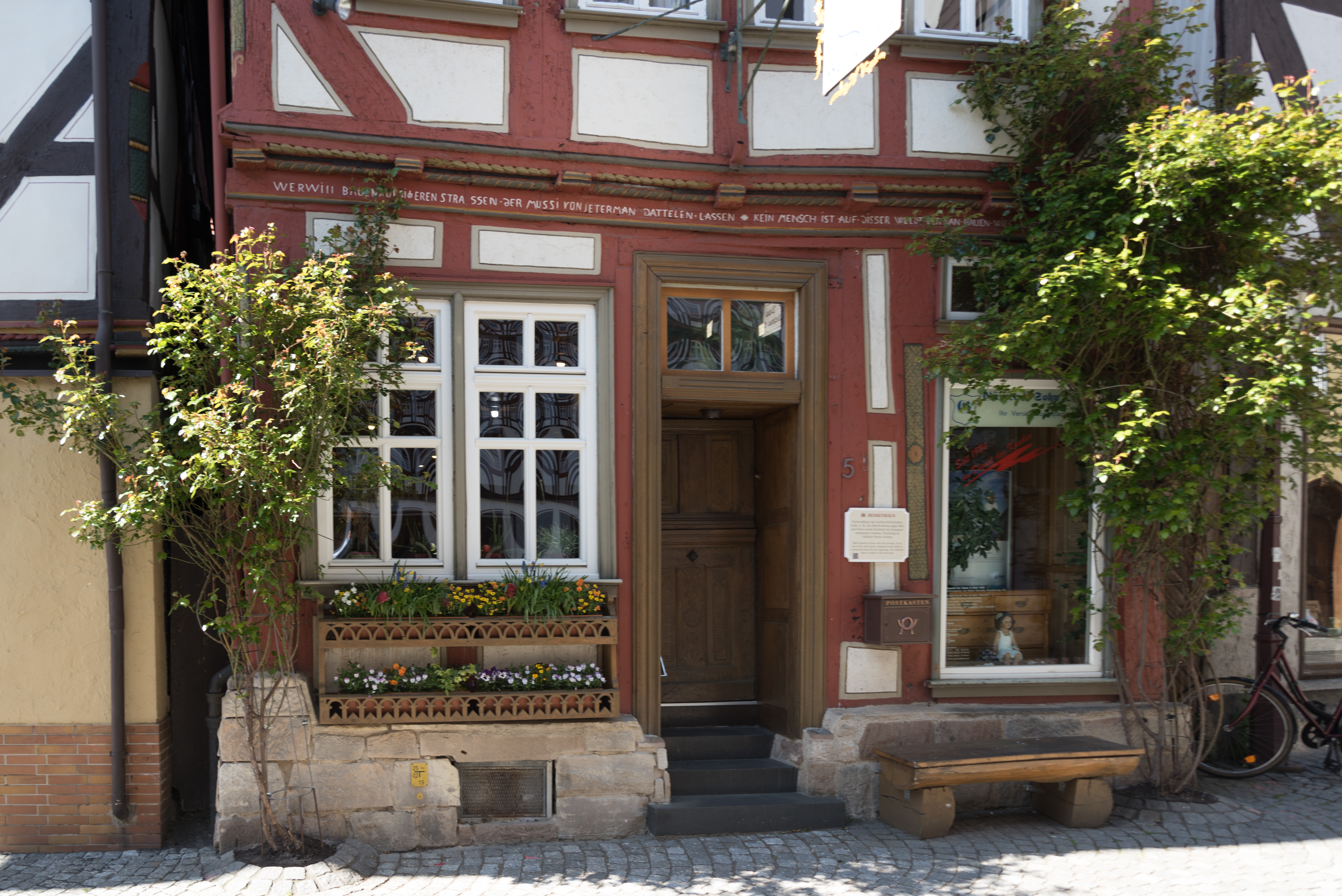
Erdgeschoss

Das Gebäude Am Kreuz 5, bekannt als Hessenhaus, in Alsfeld, einer Stadt im Vogelsbergkreis in Mittelhessen, wurde Mitte des 17. Jahrhunderts errichtet. Das Fachwerkhaus ist ein geschütztes Kulturdenkmal.

## Beschreibung
Das giebelständig zur Straße orientierte zweigeschossige Wohnhaus hat eine Inschrift mit der Jahreszahl 1623, die nicht aus der Bauzeit stammt. Die Inschrift lautet:

„WER WILL BAUEN AUF SICHEREN STRASSEN DER MUSST VON JETERMAN DATTELEN LASSEN KEIN MENSCH IST AUF DISSER WELDT DER KAN BAUEN WIES IEDTREM GEFELT.“

Besonders markant sind die Schmuckformen des Hauses, die Eckständer sind von reichem Flachschnitzdekor wie Rundstäben und Schuppenfriesen besetzt. An der Traufseite des Gebäudes ist eine sogenannte Alsfelder Strebe (Eckstreben, die von der Schwelle bis zum Rähm reichen, ohne dass der Eckpfosten berührt wird) am Eckständer sichtbar.